# Филтри (астрономија)
Астрономски филтар у аматерској астрономији је телескопски прибор који се користи да се једноставно побољшају детаљи посматраних небеских тела или побољша аматерска фотографија, тако што ће блокирати одређене интервале из спектра зрачења.
Филтар у професионалној астрономији се користи обавезно на свим телескопима и служи за блокирање познатих зрачења која се не посматрају и могућност детекције слабијег зрачења за звездану класификацију, рачунање црвеног или плавог помака по Виновом закону или слично.
Филтри могу да побољшавају оштрину слике на два начина: што смањују претерано осветљење и што поправљају контраст било слике у целини, или њених детаља, тако што селективно блокирају одређене делове светлосног спектра. Заједничка карактеристика свих филтара, без обзира на различита својства и намене, јесте у томе да омогућавају да се кроз телескоп види више, понекад много више него без њих.
Употреба филтара у астрономији почела је са широкопојасним „обојеним“ или „фото-визуелним“ филтрима.

## Оштрина слике
Оштрина слике у људском оку зависи од:
- нивоа осветљености слике

Низак ниво осветљености изблеђује слику, али и превише светла такође умањује њену оштрину, тиме што изазива претерано расипање светлости и делимично заслепљење у оку. Међутим, разлика између нивоа недовољне и нивоа претеране осветљености је врло широка, јер је око релативно неосетљиво на саму јачину светлости због тога што јачину светлости не детектујемо линеарном, већ логаритамском скалом.
- контраста између њених детаља

Наше око је изузетно осетљиво на промене у контрасту. Контраст је одређен разликом у јачини зрачења са две или више суседних површина (различити детаљи слике небеског тела) или комплетне слике према позадини.

## Подела филтара према боји
Јачина светлости звезда се мери магнитудама. Код магнитуда, мањи бројеви одговарају светлијим, а већи бројеви одговарају слабије осветљеним објектима. Свака магнитуда одговара одређеној боји, тј. звезда одређене магнитуде има максимум зрачења у боји коју та магнитуда означава.
Најчешће се магнитуде мере у пет различитих боја, тако да се снимају слике са пет различитих филтара. Филтар је врста заштите која блокира сво зрачење, осим оно специфичне боје. Најчешћи филтри су зелени, црвени и у три боје које одговарају светлости коју не можемо видети властитим очима: ултраљубичасти, блиско инфрацрвени и инфрацрвени.

## Подела филтара према функцији
Филтри се према функцији могу поделити на две основне групе:
- редукциони филтри - филтри за смањење укупног зрачења (редукциони филтри)
- селективни филтри - филтри за смањење или блокирање зрачења у одређеним деловима спектра

### Редукциони филтри
Група редукционих филтара није велика, пошто се употребљава за смањење или блокирање претераног сјаја, а међу небеским телима постоје само пар њих чији је сјај довољно велики да то може изазивати проблем (Сунце, Месец и пет најсјанијих планета). Међутим, редукциони филтри се могу користити и за друге сврхе, као што је, на пример, раздвајање блиских двојних звезда од којих је једна врло сјајна.
Редукциони филтри се деле на две врсте:
- филтри неутралне густине (НД филтри)

Филтар неутралне густине подразумева да филтар пропушта светлост приближно равномерно широм видљивог спектра, а количина пропуштене светлости зависи од његове густине, пошто се НД филтри праве од различитих материјала.
- поларизациони филтри

Поларизациони филтри не изазивају чак ни најмање промене у спектралним карактеристикама видљиве светлости и сматрају се јединим „неутралним“ филтрима. Постижу слични ефекат као и НД филтри. Праве се од посебног „поларизованог“ стакла, и такође могу да имају различите степене пропуштања светлости. Распон у коме поларизациони филтри пропуштају светлост је од неколико процената до неколико десетина процената, што представља знатно ужи распон него код НД филтара.

### Селективни филтри
Селективни филтри смањују или блокирају одређене делове светлосног спектра. За разлику од претходне групе филтара, ова група филтара је знатно разноврснија и има много већу примену. 
Према ширини спектра који пропуштају, ови филтри се деле на две основне групе:
- филтри широког распона (интервал пропуштања шири од 30 нанометара)

Ови филтри су најчешће прављени од специјално третираног стакла, тако да пропуштају већи део светлости у једном делу спектра, док у остатку спектра упијају или расипају највећи део светлости. Њихова боја показује који део видљивог спектра пропуштају.
У новије време све више су заступљени тзв. „интерференциони“ филтри, који користе специјалне интерференционе материјале нанесене на стакло да блокирају или пропусте одређене делове спектра. За разлику од традиционалних филтара, интерфенциони филтри не упијају нити расипају светлост коју не пропуштају, него је одбијају назад. То чини да предња страна ових филтара има другачију боју од задње стране. Ови филтри имају знатно боље одвајање боја и делова спектра него традиционални „обојени“ филтри. Ипак, у визуелној астрономији још увек се претежно употребљавају традиционални филтри, најчешће монтирани у предњи део окулара. 
Поред обојених филтара, у филтре широког распона спадају и тзв. интерференциони ЛПР филтри. Мада се њихова својства донекле разликују од модела до модела, сви они у основи блокирају делове спектра у којима зраче извори непожељног позадинског зрачења, као што су улично осветљење и јонизовани кисеоник у атмосфери. Ови филтри затамњују позадину ноћног неба, али по цену блокирања око 1/3 видљиве светлости.
- филтри уског распона или линијски филтри (интервал пропуштања ужи од 30 нанометара)

Употреба „линијских“ филтара у аматерској астрономији је новијег датума. Мада се не користе толико често као претходно описане врсте филтара, њихова популарност расте. Три основне врсте ових филтара у аматерској астрономији су О3, Х-бета и Х-алфа. Прва два се користе за посматрање емиссионих маглина, док се Х-алфа користи за посматрање Сунчевих протуберанци.

## Посматрање Сунца
Без филтара се Сунце никако не сме посматрати ни кроз који оптички инструмент, јер и најкраћи поглед на Сунце кроз телескоп је довољан да изазове трајња оштећења вида. Ни осматрање кроз било који филтар није безбедно, јер није само видљива светлост та која оштети око, већ више она невидљива: инфрацрвена и ултраљубичаста.
Текође, многи филтри нису безбедни за осматрање Сунца и у зависности од тога где се постављају, а најопаснији су они који се директно постављају на окулар. Сигурни филтри су филтри који се постављају на почетак телескопа, јер се у њима, у унутрашњости телескопа, светлост не може фокусирати. Ови филтри се називају апаратурни филтри. Ручно направљени апаратурни филтри су несигурни јер обично пропуштају превише невидљиве инфрацрвене и ултраљубичасте радијације која може оштетити око.
Филтри специјално направљени за осматање Сунца се деле у две категорије: Мулар филтри и стаклени филтри.
- Мулар филтри су филмови од полиестра пресвучени танким слојем алуминијума. Могу се набавити као већ готови филтри за одређену апаратуру и телескоп или као листови од којих посматрач може сам исећи одговарајуће комаде у ручно прављене носаче за филтар. Кроз Мyлар филтар, Сунце се види у јакој плаво-тинтованој боји, јер алуминијум пропушта више плаву боју од црвене боје. Алуминијум такође и расипа светлост, тако да је и позадина иза Сунца плавкасте боје. Оба ова ефекта се донекле могу редуковати постављањем дубоко жутог филтара на окулар који ће дати Сунцу много реалистичнију боју. Како су жути филтри намењени за побољшање контраста и оштрине при осматрању детаља на Месецу, такође ће побољшати оштрину и контраст при осматрању Сунца.

Исправност Мyлар филтара се може проверити тако што се даљинским управљачем покуша укључити телевизор кроз филтар. Како даљински ради на инфрацрвени сигнал, телевизор се неће укључити ако је филтар исправан на инфрацрвену радијацију и не пропушта је. Мyлар са и најмањим оштећењем (рупице, огреботине) не сме бити коришћен.
- Филтри од стакла су филтри који имају диск од стакла полиран са обе стране до оптичког квалитета, а који је затим са једне стране пресвучен танким слојем нерђајућег челика и хромиран. Због различитих карактеристика пропуштања премаза на стаклу, стаклени филтри приказују Сунце у жутој или наранџастој боји, па употреба жутог филтара није потребна. Позадина Сунца је изузетно тамна и детаљи пега се виде са одличним и кристално јасним контрастом.

Стаклени филтри су много издржљивији од Мyлар филтара, али они уобичајено коштају десетак пута више. Препоручљивији су, поготово при употреби катадиоптричних телескопа.

## Занимљивости
- За посматрање Сунца, филтар за пригушење сјаја Сунца мора да блокира око 99.999% његове светлости.